# Lanzaia elephantotus
Lanzaia elephantotus is een slakkensoort uit de familie van de Hydrobiidae. De wetenschappelijke naam van de soort is voor het eerst geldig gepubliceerd in 1824 door Megerle von Muhlfeld.